# Martha M. Place
Martha M. Place (18 septembre 1849 - 20 mars 1899) est une meurtrière américaine et la première femme à mourir sur la chaise électrique. Elle est exécutée le 20 mars 1899 à la prison de Sing Sing pour le meurtre de sa belle-fille Ida Place.

## Histoire
Martha "Mattie" Garretson est née le 18 septembre 1849 dans le canton de Readington, New Jersey à Ellen. A l'âge de 23 ans, elle est frappée à la tête par un véhicule. Son frère affirme qu'elle ne s'est jamais complètement rétablie et que l'accident l'a laissée mentalement instable. En 1893, Martha épouse William Place, veuf et père d'une fille nommée Ida de son précédent mariage. William épouse Martha pour l'aider à élever sa fille, bien qu'il fût dit plus tard que Martha était jalouse d'Ida. William contactera la police au moins une fois après que sa femme a menacé de tuer Ida.

### Meurtre
Le soir du 7 février 1898, William Place arrive à son domicile de Brooklyn, et se fait attaquer par Martha, armée d'une hache. William s'échappe pour aller chercher de l'aide et lorsque les policiers arrivent sur place, ils la trouvent dans un état critique. Elle est allongée sur le sol avec des vêtements sur la tête et les feux de la gazinière ouvert. A l'étage, ils découvrent le cadavre d'Ida (17 ans) couché sur son lit, sa bouche saignante et ses yeux défiguré par l'acide, celui-là même que William utilisait pour la photographie. Plus tard, on apprendra qu'Ida est morte par asphyxie. Martha Place est alors hospitalisée et arrêtée.

### Procès
Martha proclame son innocence en attendant son procès mais est reconnue coupable du meurtre de sa belle-fille Ida et condamnée à mort. Son mari était un témoin clé contre elle. 

### L'exécution
Theodore Roosevelt, gouverneur de l'État de New York, refuse de commuer la peine capitale à son encontre. N'ayant jamais exécuté de femme par chaise électrique, les responsables de l'exécution ont imaginé une nouvelle façon de placer les électrodes, décidant de couper sa robe et de les placer sur ses chevilles.
Martha Place est enterrée dans le cimetière familial de East Millstone, dans le New Jersey, sans aucune célébration religieuse.
Bien que Martha Place soit la première femme à mourir sur la chaise électrique, elle est la troisième femme à être condamnée à mort par cette méthode, les deux premières ayant été la tueuse en série Lizzie Halliday (1894 condamnation commuée et envoyée à l'asile) et Maria Barbella (déclarée coupable en 1895 puis acquittée l'année suivante),,.